# Organ-izing
Organ-izing è un album del sestetto dell'organista jazz Mel Rhyne, pubblicato dalla Jazzland Records nel 1960. Il disco fu registrato il 31 marzo 1960 a New York City, New York (Stati Uniti).

## Tracce
Lato A
1. Things Ain't What They Used to Be – 10:55 (Mercer Ellington, Duke Ellington, Ted Persons)
2. Blue Farouq – 10:37 (Blue Mitchell)

Lato B
1. Barefoot Sunday Blues – 12:47 (Julian Cannonball Adderley)
2. Shoo Shoo Baby – 8:42 (Phil Moore)

## Musicisti
- Mel Rhyne - organo
- Blue Mitchell - tromba
- Gene Harris - pianoforte
- Johnny Griffin - sassofono tenore
- Andy Simpkins - contrabbasso
- Albert Heath - batteria